# Silberstedt
Silberstedt település Németországban, Schleswig-Holstein tartományban. Lakosainak száma 2473 fő (2023. december 31.).

## Népesség
A település népességének változása:
| Lakosok száma | 1007 | 2250 | 2253 | 2401 | 2435 | 2473 |
|               | 1975 | 2017 | 2019 | 2021 | 2022 | 2023 |